# Vînohrad, Lîseanka
Vînohrad (în ucraineană Виноград) este o comună în raionul Lîseanka, regiunea Cerkasî, Ucraina, formată numai din satul de reședință.

## Demografie
Componența lingvistică a comunei Vînohrad
     Ucraineană (98,84%)
     Alte limbi (1,16%)
Conform recensământului din 2001, majoritatea populației comunei Vînohrad era vorbitoare de ucraineană (98,84%), existând în minoritate și vorbitori de alte limbi.